# Iowa Hawkeyes football
La squadra di football degli Iowa Hawkeyes rappresenta l'Università dell'Iowa. Gli Hawkeyes competono nella Football Bowl Subdivision (FBS) della National Collegiate Athletics Association (NCAA) e nella West division della Big Ten Conference. La squadra ha vinto un titolo nazionale (nel 1958) ed ha avuto tra le proprie file un vincitore dell'Heisman Trophy.

## Titoli

### Titoli nazionali

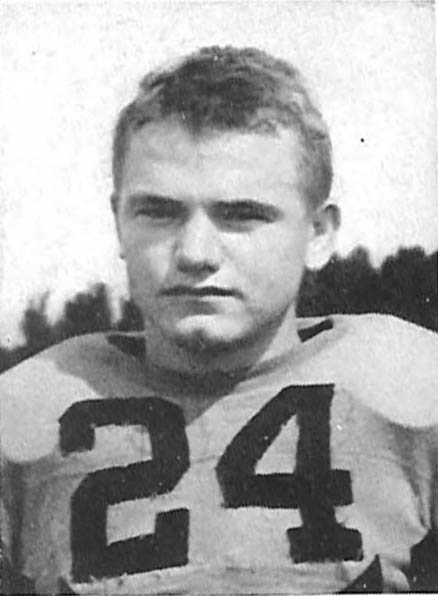
Nile Kinnick, unico vincitore dell'Heisman Trophy di Iowa, morto durante un volo di addestramento durante la Seconda guerra mondiale.

| Anno | Allenatore        | Selettore                               | Record | Bowl            |
| 1958 | Forest Evashevski | Football Writers Association of America | 8–1–1  | Vinto Rose Bowl |

## Numeri ritirati
| Numeri ritirati dagli Iowa Hawkeyes |              |       |         |
| N.                                  | Giocatore    | Ruolo | Anni    |
| 24                                  | Nile Kinnick | QB    | 1936-39 |
| 62                                  | Cal Jones    | OG    | 1952-55 |

## Finalisti dell'Heisman Trophy
| Anno | Giocatore    | Pos. |
| ---- | ------------ | ---- |
| 1939 | Nile Kinnick | 1º   |
| 1955 | Cal Jones    | 10º  |
| 1956 | Ken Ploen    | 9º   |
| 1957 | Alex Karras  | 2º   |
| 1958 | Randy Duncan | 2º   |
| 1984 | Chuck Long   | 7º   |
| 1985 | Chuck Long   | 2º   |
| 1997 | Tim Dwight   | 7º   |
| 2002 | Brad Banks   | 2º   |
| 2008 | Shonn Greene | 6º   |

## Membri della Pro Football Hall of Fame
Tre Hawkeyes sono stati inseriti nella Pro Football Hall of Fame:
| Anno | Giocatore     | Ruolo          | Squadra/e                                                      |
| ---- | ------------- | -------------- | -------------------------------------------------------------- |
| 1967 | Emlen Tunnell | Defensive back | New York Giants, Green Bay Packers                             |
| 1998 | Paul Krause   | Safety         | Minnesota Vikings, Washington Redskins                         |
| 2008 | Andre Tippett | Linebacker     | New England Patriots                                           |
| 2020 | Duke Slater   | Tackle         | Rock Island Independents, Milwaukee Badgers, Chicago Cardinals |